# Aleksandar Petaković
Aleksandar Petaković (szerbül: Aлeкcaндap Пeтaкoвић; Belgrád, 1930. február 6. – Kraljevo, 2011. április 12.) szerb labdarúgócsatár, edző.
A jugoszláv válogatott tagjaként részt vett az 1954-es és 1958-as labdarúgó-világbajnokságon.